# 3-mercapto-3-methylbutaan-1-ol
3-mercapto-3-methylbutaan-1-ol, vaak afgekort tot MMB, is zowel een thiol als een alcohol. MMB ontstaat tijdens de afbraak van felinine in kattenurine. De stof is deels verantwoordelijke voor de typische katenbaklucht en mogelijk een feromoon in de communicatie tussen katten onderling. MMB is ook aangetroffen in de druivensoort Sauvignon Blanc, samen met de verwante stoffen 4-mercapto-4-methylpentaan-2-ol en 3-mercaptohexaan-1-ol.